# Нисковски окръг
Нисковски окръг (на полски: Powiat niżański) е окръг в Югоизточна Полша, Подкарпатско войводство. Заема площ от 785,64 км2.
Административен център е град Ниско.

## География
Окръгът се намира в историческия регион Малополша. Разположен е в северната част на войводството.

## Население
Населението на окръга възлиза на 67 721 души (2012 г.). Гъстотата е 86 души/км2.

## Административно деление
Административно окръгът е разделен на 7 общини.
Градско-селски общини:
- Община Ниско
- Община Рудник над Санем
- Община Улянов

Селски общини:
- Община Йежове
- Община Кшешов
- Община Харашюки
- Община Ярочин

## Галерия
- Ниско
- Рудник над Санем
- Улянов